# Kim Mi-ok
Dit is een Koreaanse naam; de familienaam is Kim.
Kim Mi-ok (Koreaans: 김미옥) (1 oktober 1978) is een tennisspeelster uit Zuid-Korea.
Zij begon op tienjarige leeftijd met het spelen van tennis. Voor Zuid-Korea speelde Kim voor Korea tussen 2002 en 2006 10 partijen op de Fed Cup.
In 2001 speelde ze met Kim Eun-ha op de Universiade, waar ze in het dubbelspel een zilveren medaille haalden.
Op de Aziatische Spelen 2002 won ze samen met Choi Young-ja een gouden medaille op het damesdubbeltoernooi.